# Eupterote pulchra
Eupterote pulchra är en fjärilsart som beskrevs av Swinhoe. Eupterote pulchra ingår i släktet Eupterote och familjen Eupterotidae. Inga underarter finns listade i Catalogue of Life.